# 中津商業高校体罰自殺事件
中津商業高校体罰自殺事件（なかつしょうぎょうこうこうたいばつじさつじけん）は、1985年に日本の高等学校で発生した生徒の自殺事件。学校のクラブ活動での教員による体罰を含む指導との関連性が指摘された。

## 概要

### 自殺まで
自殺した生徒（女子）は、1983年（昭和58年）に岐阜県立中津商業高等学校（岐阜県中津川市）に入学するとともに陸上部に入部。部活動ではやり投をした。県大会では優勝し、日本全国で16位であった。顧問であった教師は雨天も日曜日も体調の悪い日も練習をさせ、過酷な練習だけでなく叱責や体罰も日常的に行われていた。自殺する生徒は1年生の時から、しばしば「ブス」と罵倒されていた。良い結果が出なければ「馬鹿」や「やめろ」とも罵倒された。1年生の2学期ごろからは頻繁に頭を叩かれるようになった。それ以降もしばしば暴力を受けてけがをすることがあった。

### 自殺前日
自殺する前日の1985年（昭和60年）3月22日に、2年生3学期の期末試験のある科目に追試で合格したもののその成績も低かったことから、陸上部顧問は約1時間起立させて説諭し、やり投の練習もさせないと述べた。生徒が担任に相談すると再度顧問と話すように諭され、それから陸上部顧問の元に再度赴いたところ、再度起立させたまま約90分の説諭を行い、練習参加も認めなかった。帰宅した生徒は家族とほとんど話もせず、夕食もとらずに自室に引きこもった。翌23日の早朝に、自室で首を吊って自殺した。

### 事件以降
この事件は同年6月12日の第102回国会衆議院文教委員会で取り上げられる。
国会で文部事務次官の高石邦男は岐阜県の教育委員会は4月18日付でこのような不幸が二度と起きないように市町村教育委員会や学校等に通達を送った。だが直後の5月9日に県内の岐陽高校体罰死事件が起きた報告を述べる。
さらに日本社会党衆議院議員山下八洲夫（当時岐阜2区選出。選挙区内で事件が起きた）はこの場で、教育現場で行われる体罰に対し、「生徒の生活あるいは規律を守らせて、非行を防止させ、学力の向上のためとか、あるいはクラブ活動の成績を上げるための教育の方法や手段として考えているのではないか」「体罰、暴力を程度の問題として考え、生徒の体に害を加える場所や回数など、体罰、暴力の加え方を慎重にすればいいのではないかという考えが出てくるのではないか」「体罰、暴力を使用しない教師は、あるいは教育に熱心でないとか、また、体罰や暴力を使用する教師は熱心な教師とか、誤った考え方があるのではないか」と行為の生まれる背景を考察し、「体罰、暴力が教育基本法第一条の目指す教育の目的とは全く反対の結果を生み出している」として、中津商業高や岐陽高校の事件はその証明にすぎないと指摘した。そのうえで体罰・暴力は教育ではないとして、管理教育の強化が体罰を生み出すのだから管理教育をやめさせなければならないと主張し、また文教委員会による現地の調査を強く要望した。
生徒の両親は岐阜県と顧問教員を相手取って損害賠償を求める訴訟を起こし、岐阜地方裁判所は、岐阜県に対する損害賠償請求を認める判決を下した。